# Millidgella trisetosa
Millidgella trisetosa là một loài nhện trong họ Linyphiidae.
Loài này thuộc chi Millidgella. Millidgella trisetosa được Alfred Frank Millidge miêu tả năm 1985.